# Киевское водохранилище
Киевское водохранилище (укр. Київське водосховище) — водохранилище на Днепре к северу от Киева. Площадь — 922 км².
На севере оно почти доходит до границы с Белоруссией. Восточная часть (территориально Черниговская область) входит в состав Межреченского регионального ландшафтного парка, созданного в 2002 году.
В Киевское водохранилище впадают реки Припять, Тетерев, Уж, Ирпень и другие. Водохранилище является местом для отдыха и рыбалки.

## Характеристика

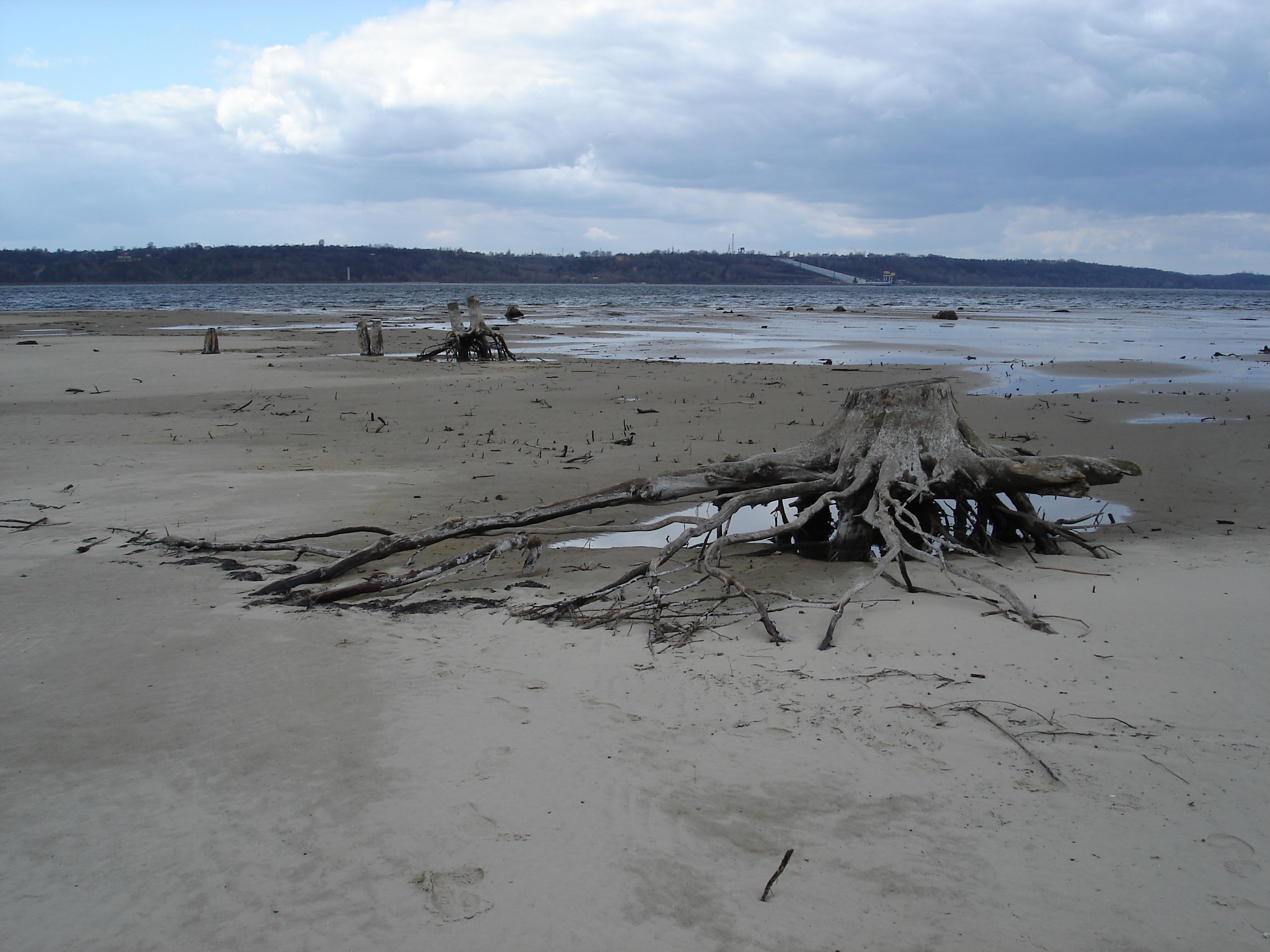
Обширные мелководья обнажаются при малой воде вдоль левого берега

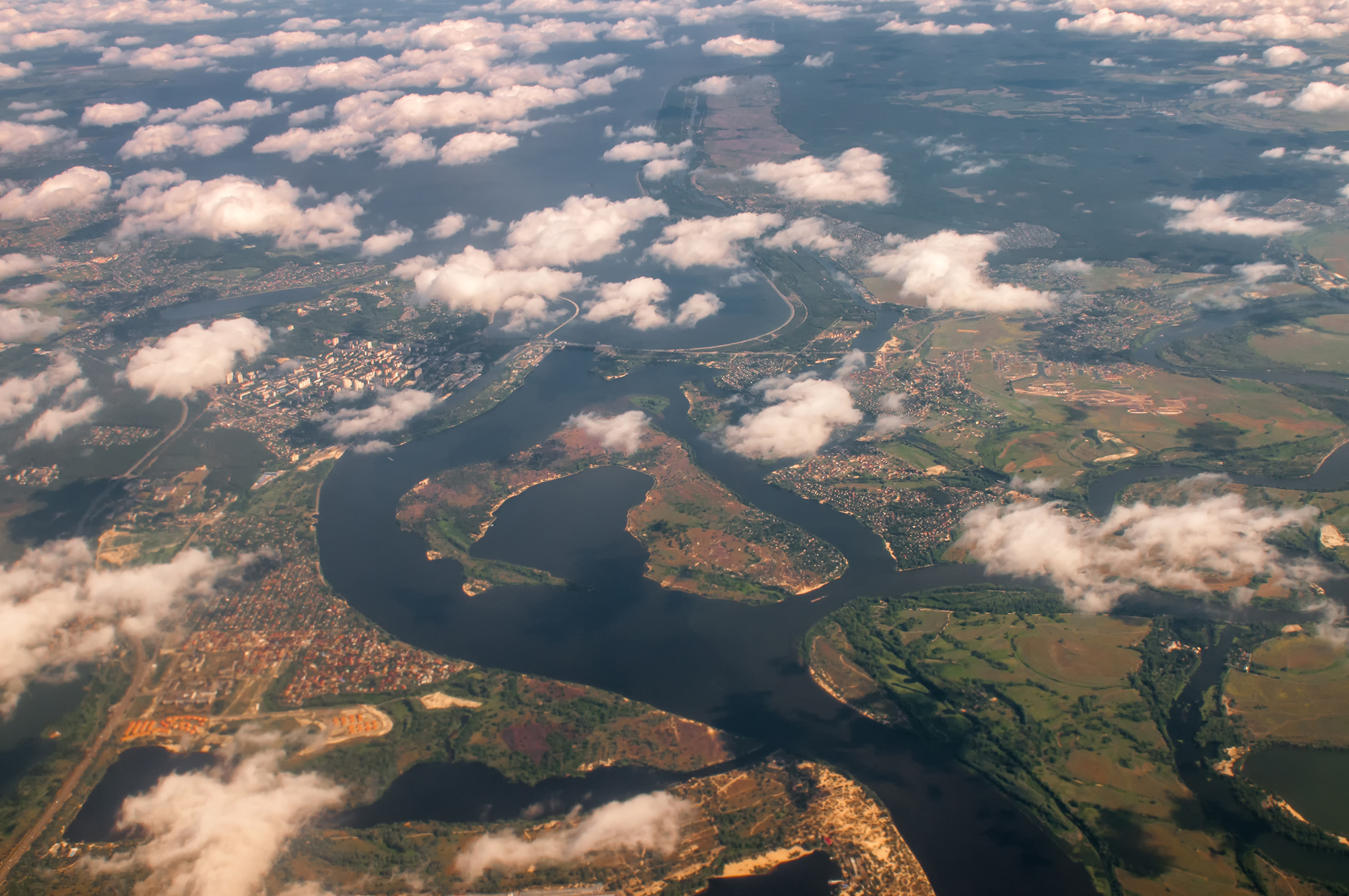
Аэрофотосъемка

Тучи над Киевским морем

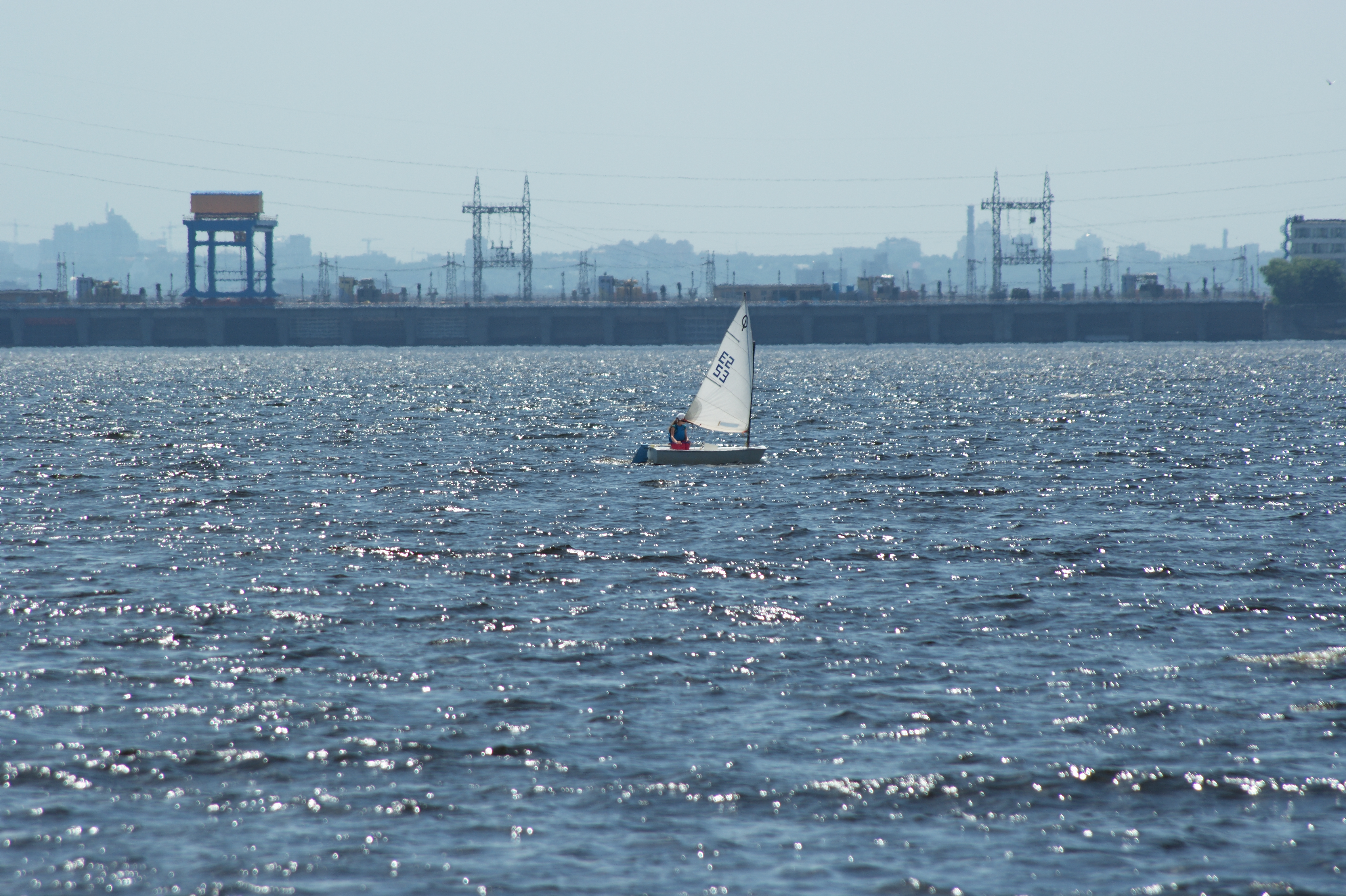
Водохранилище в марте

Водохранилище было создано в 1964—1966 годах и стало предпоследним из шести крупных водохранилищ на Днепре. Наибольшая его ширина составляет 12 км. Плотину разместили на верхнем участке Днепра выше Киева в районе города Вышгорода. Оно расположено по Днепру — от Вышгорода до с. Днепрово, по Припяти — от устья до г. Чернобыля и по Тетереву — от устья до с. Богданы. Площадь водохранилища превышает 922 км², протяжённость — около 110 км, наибольшая ширина — 12 км, в некоторых местах — до 3 км. Наибольшие глубины (до 15 м) находятся у плотины, средняя глубина (4,1 м) и мелководье (до 2 м) занимают почти половину всей площади водохранилища.
Разница в высоте используется Киевской гидроэлектростанцией для получения электроэнергии.

## Описание
Территорию Киевского водохранилища можно разделить на несколько участков, каждый из которых имеет специфические черты. Так, днепровский плёс, находящийся вдоль русла Днепра выше слияния Днепра и Припяти, очень мелководен. Это же свойственно и припятскому плёсу, простирающемуся вдоль русла Припяти выше её устья. Верхние, или русловые, части данных плёсов представляют собой собственно реки с несколько замедленным течением и повышенным уровнем воды. По своим особенностям они мало отличаются от участков Днепра и Припяти, расположенных выше зоны водохранилища.
Нижние, расширенные части плёсов имеют озерообразный характер. Их мелководные участки (до 3 м) обильно зарастают высшей растительностью и водорослями. Воды припятского плёса отличаются от вод днепровского цветом в связи с повышенным содержанием гуминовых веществ. Тетеревский плёс также мелководен. Но влияние вод Тетерева на водный режим, а также растительный и животный мир водохранилища менее ощутимо, чем Днепра и Припяти. Это обусловлено различной водностью названных рек. С водами Тетерева в водохранилище вносится определённое количество веществ органического происхождения из бытовых и промышленных стоков, вызывающих «цветение» воды.
Основной плёс водохранилища, находящийся ниже места слияния Днепра с Припятью, можно разделить на три части. Нижней границей верхней части основного плёса является с. Страхолесье. Тут мелководья глубиной до 3 м занимают почти 3/4 всей площади. Они обильно зарастают высшей растительностью и нитчатыми водорослями. Эта часть основного плёса находится под большим влиянием вышележащих днепровского и припятского плёсов. Вот почему многие свойства воды по левой стороне сходны со свойствами днепровских, а по правой — припятских вод.
Нижней границей средней части основного плёса является Рудня-Толокунская. Участок глубоководный. Площади с глубинами до 3 м составляют несколько более 1/3 площади. Свойства воды зависят от смешения вод верхней части основного и тетеревского плёсов.
Нижняя часть основного плёса, простирающаяся от с. Рудня-Толокунская до плотины, наиболее глубоководна. Мелководья составляют незначительную часть, поэтому растительность развивается слабо.

## Гидрология

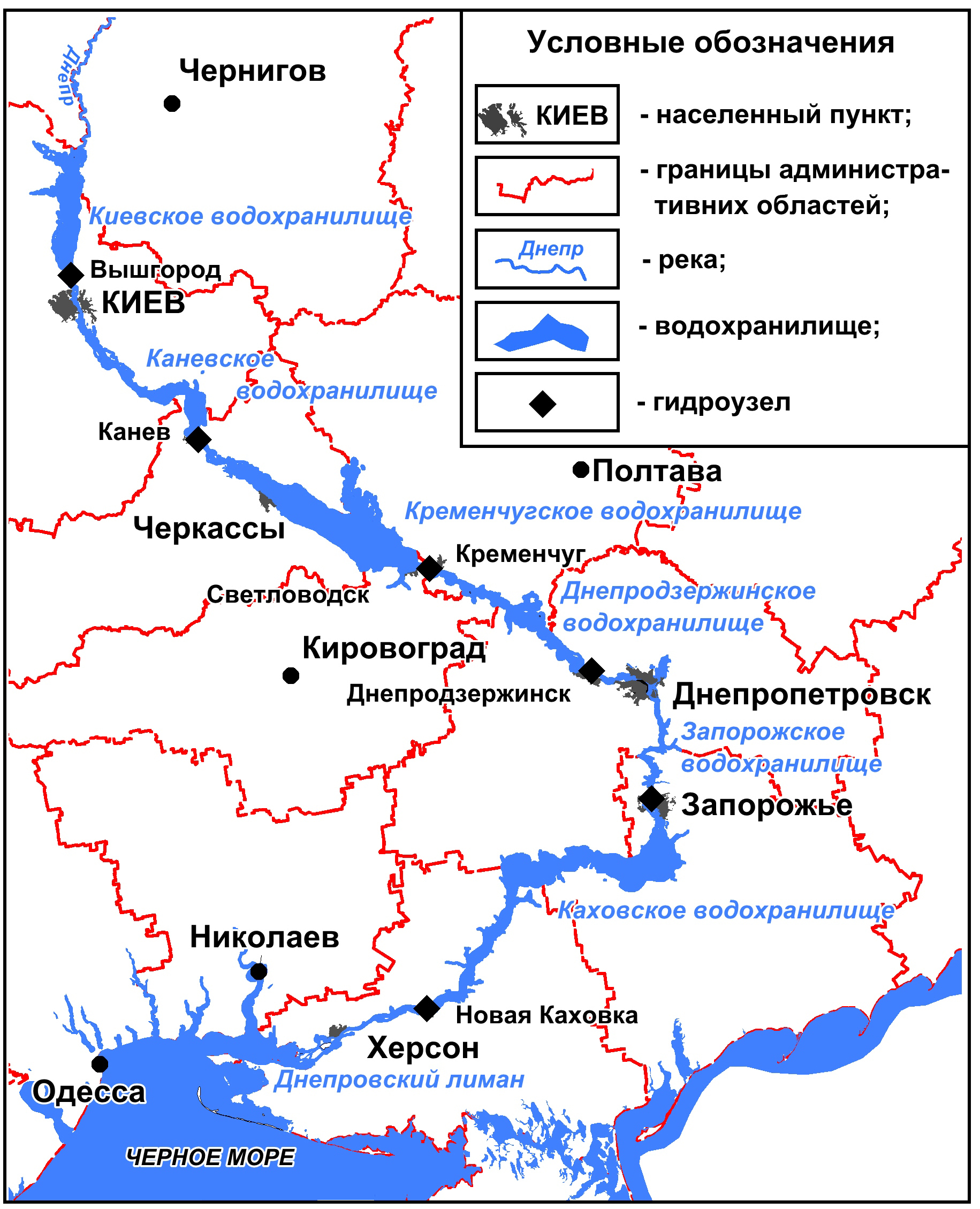
Киевское водохранилище в днепровском каскаде

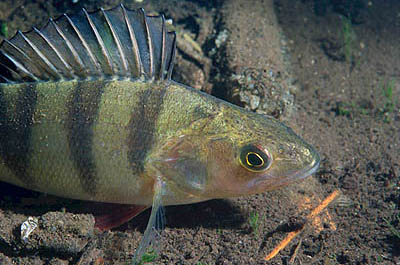
Речной окунь

В течение года уровень воды водохранилища меняется. Он понижается с января до середины марта, затем в результате поступления паводковых вод повышается до середины апреля, после чего снова падает в течение апреля—июня. Его повышение наблюдается лишь в начале зимы, что обусловлено осенними дождями, а затем уровень воды снова снижается.
В зависимости от режима уровней в водохранилище различают осушаемую зону и зону постоянного затопления. В пределах осушаемой зоны выделяют две подзоны. Подзона временного затопления выражена только в верхней части водохранилища. Она затапливается с середины марта до конца июня. На её территории развивается луговая растительность. Сюда выходят для нереста рыбы, тут обильно развиваются животные и растительные организмы, которые после спада воды скатываются на водохранилище, существенно влияя на жизнедеятельность различных его организмов и качество воды. Подзона временного осушения расположена ниже предыдущей. Эти территории освобождаются от воды только в начале сентября, в связи с осенним снижением её уровня. Они зарастают преимущественно земноводной растительностью.
Водообмен в водохранилище осуществляется 9—12 раз в год зависит от объёма воды, поступающей из Днепра и Припяти, в период паводка (апрель—май) водохранилище мало отличается от реки. Лишь с установлением летней межени в Днепре (конец июня—июль) проточность водохранилища снижается, оно принимает озерообразный вид. Скорость водообмена в июне—июле оказывает влияние на развитие «цветения» воды: при хорошей проточности в сочетании с малой погрешностью водной массы и с некоторыми другими факторами «цветение» воды развивается в меньшей мере, чем при слабой проточности и хорошей прогреваемости водной массы. Характерной особенностью Киевского водохранилища, расположенного выше всех других днепровских водохранилищ, является то, что весной возникает большая разница уровней между верхней частью водохранилища и его основным плёсом, которая может достигать 1,5—2 м. Летом вода прогревается до 20—24 °C. Ледяной покров устанавливается в декабре—январе и держится до середины или конца марта.

## Ихтиофауна
Из рыб в Киевском водохранилище относительно мало жереха, белоглазки, подуста, голавля, а также носаря, ерша, язя, условия размножения которых сильно ухудшились. Численность рыб, откладывающих икру на растения, увеличилась, поскольку они в водохранилище широко используют для нереста как заливные луга в вершине, так и водную растительность мелководий. Чаще всего тут встречаются плотва, лещ, густера, краснопёрка, окунь, синец, линь, щука, карась.